# Журчалки шелковистые
Журчалки шелковистые (лат. Sericomyia) — род мух-журчалок из подсемейства Eristalinae трибы Sericomyiini.

## Описание
Лицо чёрное или жёлтое, с чёрной срединной полосой или без неё. Брюшко овальное.

## Биология
Личинки имеют длинную хвостовидную дыхательную трубку, обитают живут в водоемах, богатых разлагающейся органикой, где питаются микроорганизмами. Имаго регулярно встречаются на цветках растений.

## Виды
Всостав ода включают около 30 видов
- Sericomyia arctica Schirmer, 1913
- Sericomyia bifasciata Williston, 1887
- Sericomyia carolinensis (Metcalf, 1917)
- Sericomyia chalcopyga Loew, 1863
- Sericomyia chrysotoxoides Macquart, 1842
- Sericomyia dux (Stackelberg, 1930)[6]
- Sericomyia flagrans (Osten Sacken, 1875)
- Sericomyia harveyi (Osburn, 1908)
- Sericomyia hispanica Peris Torres, 1962
- Sericomyia jakutica (Stackelberg ,1927)
- Sericomyia lappona (Linnaeus, 1758)
- Sericomyia lata (Coquillett, 1907)
- Sericomyia militaris Walker, 1849
- Sericomyia nigra Portschinsky, 1873
- Sericomyia sachalinica Stackelberg, 1926[6]
- Sericomyia sexfasciata Walker, 1849
- Sericomyia silentis (Harris, 1776)
- Sericomyia slossonae Curran, 1934
- Sericomyia tolli (Frey, 1915)
- Sericomyia transversa (Osburn, 1926)

## Распространение
Представители рода встречаются в Палеарктике, Неарктике, Неотропике и Ориентальной области.